# 地域医療機能推進機構高岡ふしき病院
地域医療機能推進機構高岡ふしき病院（ちいきいりょうきのうすいしんきこうたかおかふしきびょういん）は、富山県高岡市にある独立行政法人地域医療機能推進機構の病院。通称JCHO高岡ふしき病院（ジェイコーたかおかふしきびょういん）。

## 歴史
- 昭和22年（1947年）9月 - 伏木の港湾地区で働く企業従業員や船員を対象とした健康保険伏木病院が開院。2診療科、病床数22床[1]。
- 昭和35年（1960年） - 伏木中央町に地上5階、地下1階の新病院を新築。病床数71床[1]。
- 昭和39年（1964年） - 病棟を増築。6診療科、病床数158床[1]。
- 昭和59年（1984年）4月 - 伏木古府元町の現在地に新築移転。社会保険高岡病院に改称。8診療科、病床数200床[1]。
- 平成26年（2014年）4月 - 独立行政法人地域医療機能推進機構へ移管。JCHO高岡ふしき病院に改称[1]。

## 診療科
- 内科
- 脳神経内科
- 循環器内科
- 呼吸器内科
- 消化器内科
- 糖尿病・内分泌・代謝内科
- リウマチ科
- 外科
- 整形外科
- 小児科
- 婦人科
- 眼科
- 耳鼻咽喉科
- 放射線科[1]

## 病床数
199床（開放病床8床、一泊ドック3床、DPC対象病院）